# Amplificateur Doherty
Pour les articles homonymes, voir Amplificateur et Doherty (homonymie).
L'amplificateur Doherty est un amplificateur radiofréquence classe B modifié inventé par William H. Doherty (en) de Bell Telephone Laboratories Inc. en 1936. Alors que les amplificateurs classiques de classe B peuvent se bloquer sur des niveaux de signaux d'entrée élevés, l'amplificateur de puissance Doherty peut prendre en charge des signaux avec des rapports de puissance de crête à moyenne élevés en utilisant deux circuits amplificateurs dans l'amplificateur global pour prendre en charge les différents niveaux de signaux. De cette façon, l'amplificateur atteint un haut niveau de linéarité tout en conservant un bon rendement énergétique.
À l'époque de Doherty, au sein de la gamme de produits Western Electric, le dispositif électronique éponyme fonctionnait comme un amplificateur linéaire avec un pilote qui était modulé. Dans la mise en œuvre de 50 000 watts, le pilote était un émetteur complet de 5 000 watts qui pouvait, si nécessaire, fonctionner indépendamment de l'amplificateur Doherty et l'amplificateur Doherty était utilisé pour élever le niveau de 5 000 watts au niveau requis de 50 000 watts.
L'amplificateur était généralement configuré comme un amplificateur porteuse-crête à cathode mise à la terre utilisant deux tubes à vide en parallèle, l'un comme tube porteuse de classe B et l'autre comme tube de crête de classe B (transistor de puissance (en) dans les implémentations modernes). La source (conducteur) et la charge (antenne) des tubes étaient séparées et combinées par des réseaux de déphasage de +90 et -90 degrés. Des configurations alternatives comprenaient un tube porteur à grille mise à la terre et un tube de crête à cathode mise à la terre par lequel la puissance du conducteur passait effectivement à travers le tube porteur et était ajoutée à la puissance de sortie résultante, mais cet avantage était plus approprié pour les implémentations triodes antérieures et moins efficaces plutôt que les implémentations tétrodes ultérieures et plus efficaces.

## Développement de la radiodiffusion par successeur
En tant que successeur de Western Electric Company Inc pour les émetteurs de radiodiffusion, le concept Doherty a été considérablement affiné par Continental Electronics (en) Manufacturing Company de Dallas, Texas.
Les premières conceptions de Continental Electronics, par James O. Weldon et d'autres, ont conservé la plupart des caractéristiques de l'amplificateur de Doherty, mais ont ajouté la modulation par grille d'écran de niveau moyen du conducteur (317B, et autres).
Un autre perfectionnement de l'amplificateur de Doherty est le schéma de modulation par grille de trame de haut niveau inventé par Joseph B. Sainton (317C, et al.).
La série 317C de Sainton se composait d'un tube porteur de classe C en connexion parallèle avec un tube de crête de classe C. Comme dans l'amplificateur de Doherty, la source (conducteur) et la charge (antenne) des tubes étaient séparées et combinées par des réseaux de déphasage de +90 et -90 degrés. La porteuse radiofréquence non modulée était appliquée aux grilles de commande des deux tubes avec les mêmes points de polarisation des grilles de commande. La modulation de la porteuse était appliquée aux grilles d'écran des deux tubes, mais les points de polarisation des grilles d'écran des tubes de porteuse et de crête étaient différents et étaient établis de telle sorte que le tube de crête était coupé en l'absence de modulation, que l'amplificateur produisait la puissance nominale de la porteuse non modulée, que les deux tubes étaient conducteurs et que chaque tube contribuait à deux fois la puissance nominale de la porteuse pendant une modulation de 100 %, quatre fois la puissance nominale de la porteuse étant nécessaire pour obtenir une modulation de 100 %. Comme les deux tubes fonctionnaient en classe C, une amélioration significative du rendement a ainsi été obtenue dans l'étage final.
De plus, comme les tubes tétrodes de porteuse et de crête ne nécessitaient que très peu de puissance d'attaque, une amélioration significative de l'efficacité au sein du pilote a également été obtenue.
La version commerciale de l'amplificateur Sainton utilisait un modulateur à suivi de cathode, et non le modulateur push-pull divulgué dans le brevet, et l'ensemble de l'émetteur de 50 000 watts a été mis en œuvre en utilisant seulement neuf tubes totaux de quatre types de tubes, tous étant des tubes d'usage général, une réalisation remarquable, étant donné que le concurrent le plus important du 317C, le BTA-50G de RCA, a été mis en œuvre en utilisant trente-deux tubes totaux de neuf types de tubes, près de la moitié de ceux-ci étant à usage spécial, étant employés uniquement dans le BTA-50G.
Près de 300 émetteurs CE 317C ont été installés rien qu'en Amérique du Nord, dépassant facilement tous les concurrents réunis, jusqu'à la mise au point des modèles transistorisés de haute puissance qui lui ont succédé.
Les amplificateurs Doherty sont largement utilisés dans les émetteurs de diffusion numérique modernes pour la télévision et la radio. La modulation numérique utilisée a un rapport de puissance de crête à moyenne (PAPR) élevé.

## Développements non liés à la radiodiffusion
Les systèmes de communication modernes ont vu la résurrection soudaine des amplificateurs Doherty dans les stations de base à entrées multiples et sorties multiples (mMIMO) de la 4G et de la pré-5G. Le fait que les systèmes de communication modernes utilisent des schémas de modulation de signaux complexes comme l'OFDM (Orthogonal Frequency Division Multiplexing) avec un rapport puissance de crête sur puissance moyenne (PAPR) élevé, la probabilité que l'amplificateur fonctionne à sa puissance de crête avec son rendement maximum est très faible. La propriété de l'amplificateur Doherty, qui présente de multiples pics de rendement à divers niveaux de puissance inférieurs, en fait une option intéressante pour améliorer le rendement moyen des transmetteurs modernes. L'amplificateur Doherty peut être réalisé en utilisant une technique appelée "modulation de charge dynamique" dans laquelle la charge vue par l'amplificateur principal change en fonction du niveau de puissance afin d'augmenter le rendement à des niveaux de puissance inférieurs.